# Свято-Макаріївський кафедральний собор (Полтава)
Свято-Макаріївський кафедральний собор — чинна церква у Полтаві, кафедральний собор Полтавської єпархії Української православної церкви Московського патріархату.

## Історія
Засновником храму був полтавський купець 2-ї гільдії Лев Колесников та його дружина Анастасія. Церкву збудовано 1903 року, через два роки після смерті фундатора, з коштів, виділених на ці цілі в його заповіті. 1904 року готову споруду освятив єпископ Полтавський і Переяславський Іларіон. У 1907 році до храму прибудовано другий вівтар, присвячений св. Іллі.
У 1930-х роках сталінська влада закрила всі православні церкви Полтави, за винятком Свято-Макарівської. Але в ній часто змінювалися священнослужителі, оскільки як «вороги народу» вони час від часу безвісти зникали. Перед Великою Суботою 1937 року заарештували чергового настоятеля. Проте церкву влада не відбирала, лицемірно заявляючи, що дозволить служити відправи за умови появи нового священника. Ще пізніше храм перетворили на цукровий склад, але, на щастя, це не зашкодило, оскільки мішки зберігали на підлозі, не зачіпаючи вівтар.
У вересні 1941 року Полтаву окупували німці, проголосивши свободу релігії, а 14 жовтня, на свято Покрови Божої Матері, після тривалої перерви відбулося перше довгоочікуване святкове богослужіння.
Хвиля руйнувань храмів за часів так званої хрущовської відлиги оминула Макаріївську церкву — навпаки, після знесення у 1962 році Преображенського собору вона набула статусу собору, ставши кафедральним храмом Полтавської єпархії Українського екзархату Російської православної церкви.
Декілька реставрацій храму не змінили його початкового вигляду. Всередині є дворядний іконостас.